# GDDR5 SDRAM
GDDR5, 그래픽스 더블 데이터 레이트 5(Graphics Double Data Rate 5, Graphics Double Data Rate version 5) SGRAM은 고대역폭에 최적화된 고속 DRAM의 일종이다. GDDR4의 후속 스펙이다.
인피니온의 자회사인 키몬다가 GDDR5 시제품을 데모한 바 있다. 또한 GDDR5의 배경에 대해 백서를 발간하였다.. 삼성전자도 2008년 상반기 GDDR5로 전환할 계획을 발표한 바 있다..
하이닉스 반도체가 업계 최초의 1 Gib GDDR5 메모리 칩을 발표하였다. 32 비트 버스 상에서 20 Gib/s 의 대역폭을 보여주고 있는데, 256 비트 버스에서는 160 Gib/s 의 대역폭을 보여줄 것이라 전망된다.
2014년 3월 기준으로, 대부분의 그래픽 카드는 GDDR5 램을 탑재하여 출시하고 있다.

## 같이 보기
- 비디오 메모리
- 장치 밴드위스 목록